# Шеппи
Шеппи (англ. Isle of Sheppey) — английский остров у северного побережья графства Кент. Расположен на юге Северного моря в эстуарии Темзы. Площадь — 93 км², население в 2001 году по итогам переписи 37 852 человек. Крупнейший город — Ширнесс на северо-западе. От основной части графства Кент остров Шеппи отделён узким проливом Те-Суэйл, через который переброшено несколько мостов.

## История
В 855 году остров, принадлежавший королевству Уэссекс, был захвачен викингами, превратившим его в свою резиденцию. В 1361—1367 годах, во время Столетней войны, на основе был выстроен замок Квинборо, укреплённый по последнему слову техники. Летом 1450 года его безуспешно осаждали вооружённые повстанцы под предводительством Джека Кэда, стремившегося сделать его своей резиденцией. В XVI столетии на острове возведён был новый укреплённый форт Ширнесс, для наблюдения за кораблями, входившими в устье Темзы. В июне 1667 года, во время Второй англо-голландской войны, остров был оккупирован голландцами, а форт захвачен и разоружен.
Европейский желтохвостый скорпион (Tetratrichobothrius flavicaudis) был случайно завезен в Англию на верфь Ширнесс на острове Шеппи. Предполагается, скорпиона завезли в начале 19 века в  итальянском мраморе. Образовавшаяся колония, насчитывающая от 10 000 до 15 000 особей в 2013 году, является самой северной популяцией скорпионов за пределами Америки.